# Moings
Pour l’article ayant un titre homophone, voir Moingt (homonymie).
Moings est une ancienne commune du Sud-Ouest de la France, située dans le département de la Charente-Maritime en région Nouvelle-Aquitaine. Elle a disparu le 1er janvier 2016 en fusionnant au sein de la commune nouvelle de Réaux sur Trèfle.

## Géographie

### Localisation et accès
Moings est une commune située à l'est de la Charente-Maritime, à mi-chemin entre Jonzac et Archiac, à 3,7 km de Meux.

### Communes limitrophes
| Neuillac                                      | Sainte-Lheurine          | Arthenac        |
| Saint-Maurice-de-Tavernole (Réaux sur Trèfle) | Moings                   | Allas-Champagne |
|                                               | Réaux (Réaux sur Trèfle) |                 |

### Hydrographie
Moings, située sur le bassin versant de la Charente, est traversé par le Trèfle, un affluent du Né.

## Histoire
Les seigneurs de Moings sont attestés dès 1367 quand Guillaume Brun est seigneur de Moings.
En 1425, Louis Chesnel, seigneur de Moings, épouse Blanche de la Leigne. Son fils Jacques Chesnel, écuyer, fut le capitaine de Cognac et a épousé en 1454 Béatrice de Sainte-Maure, dame de Meux. Leur descendant, Philippe Chesnel, seigneur de Moings est noté marquis de Meux. La descendance des Chesnel seigneur de Moings se poursuit jusqu'au milieu du XVIIe siècle.
Au XVIIIe siècle, la baronnie de Moings était composée des paroisses de Moings, Sainte-Lheurine et Allas-Champagne.
En 1793 est créé le département de la Charente-Inférieure qui devient Charente-Maritime en 1941.
La municipalité de Moings en 1793 est rattachée au district de Pons et au canton d'Archiac, puis en 1801 à l'arrondissement de Jonsac (Jonzac).
Moing fait maintenant partie du canton et de l'arrondissement de Jonzac et de la communauté de communes de la Haute-Saintonge.
En 1840, il existait une blanchisserie de toile très importante.
Au 1er janvier 2016, la commune de Moings fusionnera avec celles de Saint-Maurice-de-Tavernole et de Réaux. La nouvelle commune s'appellera Réaux sur Trèfle.

## Administration

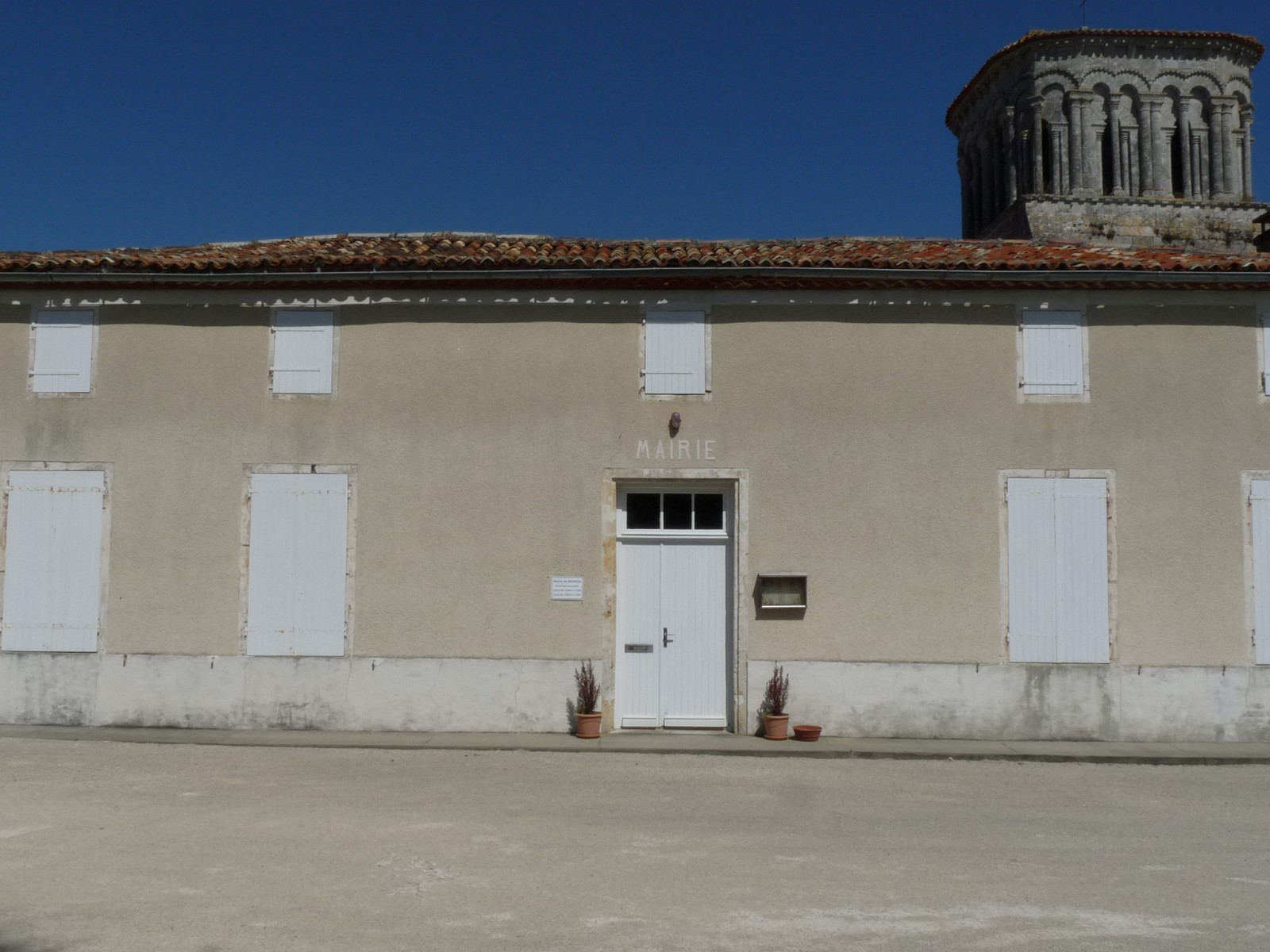
La mairie.

### Liste des maires
| Période                                  | Période          | Identité                    | Étiquette | Qualité     |
| ---------------------------------------- | ---------------- | --------------------------- | --------- | ----------- |
| 2001                                     | 2008             | François Bobe de Belleville |           |             |
| 2008                                     | 31 décembre 2015 | Patrick Berthelot           | DVD       | Agriculteur |
| Les données manquantes sont à compléter. |                  |                             |           |             |

### Liste des maires délégués
| Période                                  | Période  | Identité          | Étiquette | Qualité     |
| ---------------------------------------- | -------- | ----------------- | --------- | ----------- |
| 1er janvier 2016                         | En cours | Patrick Berthelot | DVD       | Agriculteur |
| Les données manquantes sont à compléter. |          |                   |           |             |

### Région
À la suite de la mise en application de la réforme administrative de 2014 ramenant le nombre de régions de France métropolitaine de 22 à 13, Moings appartient depuis le 1er janvier 2016 à la région Nouvelle-Aquitaine, dont la capitale est Bordeaux. De 1972 au 31 décembre 2015, elle a appartenu à la région Poitou-Charentes, dont le chef-lieu était Poitiers.
L'ancienne mairie va être transformée en maison des associations.
source:inconnue.

## Démographie

### Évolution démographique
L'évolution du nombre d'habitants est connue à travers les recensements de la population effectués dans la commune depuis 1793. À partir du 1er janvier 2009, les populations légales des communes sont publiées annuellement dans le cadre d'un recensement qui repose désormais sur une collecte d'information annuelle, concernant successivement tous les territoires communaux au cours d'une période de cinq ans. 
Pour les communes de moins de 10 000 habitants, une enquête de recensement portant sur toute la population est réalisée tous les cinq ans, les populations légales des années intermédiaires étant quant à elles estimées par interpolation ou extrapolation. Pour la commune, le premier recensement exhaustif entrant dans le cadre du nouveau dispositif a été réalisé en 2008,.
En 2013, la commune comptait 180 habitants, en évolution de +4,05 % par rapport à 2008 (Charente-Maritime : +3,32 %, France hors Mayotte : +2,49 %).
| 1793 | 1800 | 1806 | 1821 | 1831 | 1836 | 1841 | 1846 | 1851 |
| ---- | ---- | ---- | ---- | ---- | ---- | ---- | ---- | ---- |
| 432  | 467  | 421  | 457  | 451  | 417  | 432  | 437  | 453  |

| 1856 | 1861 | 1866 | 1872 | 1876 | 1881 | 1886 | 1891 | 1896 |
| ---- | ---- | ---- | ---- | ---- | ---- | ---- | ---- | ---- |
| 420  | 400  | 408  | 357  | 339  | 334  | 315  | 311  | 318  |

| 1901 | 1906 | 1911 | 1921 | 1926 | 1931 | 1936 | 1946 | 1954 |
| ---- | ---- | ---- | ---- | ---- | ---- | ---- | ---- | ---- |
| 308  | 327  | 330  | 281  | 262  | 277  | 292  | 301  | 265  |

| 1962 | 1968 | 1975 | 1982 | 1990 | 1999 | 2008 | 2013 | - |
| ---- | ---- | ---- | ---- | ---- | ---- | ---- | ---- | - |
| 259  | 225  | 211  | 203  | 186  | 176  | 173  | 180  | - |

## Économie
La viticulture est une ressource économique importante de la commune, qui est située en Petite Champagne, dans la zone d'appellation d'origine contrôlée du cognac.

## Lieux et monuments
L'église paroissiale Saint-Martin est une église romane  dont la nef serait de la fin du XIe siècle. L'abside semi-circulaire est éclairée par trois ouvertures à colonnes-contreforts. En avant du chœur le clocher surmonte une coupole sur pendentifs. Ce clocher carré à pans coupés est percé de douze fenêtres à double colonnade dont quatre sont dans les angles. Ces 60 colonnes sur un seul étage ceinturent le clocher.
Les graffiti du XIIe siècle de l'église ont été découverts en 1953 lors d'une restauration. Ils paraissent être l'œuvre d'un seul graveur qui les auraient faits juste avant la pose de l'enduit du décor peint au XIIe siècle. Sur la paroi nord les dessins sont très variés, avec des cavaliers, des paons, des écussons des fleurs de lys. Sur la paroi sud c'est une scène de guerre, l’affrontement de deux groupes de cavaliers, sortant de deux édifices fortifiés.
Lors de cette même restauration en 1953 les armoiries des seigneurs patrons-fondateurs ou haut-justiciers qui avaient été recouvertes d'une couche de chaux pendant la Révolution ont été redécouvertes. Elles sont sur trois  hauteurs. Sur la partie haute, sous une couronne de marquis ce sont les armes des héritiers des Poussard, les du Chilleau (d'azur à trois moutons d'argent) et celles des Montullé (gueules au chevron d'or avec trois étoiles) ornées du ruban et de la croix de Saint Louis. Ces blasons illustreraient le mariage d'une Montullé avec un baron de Moings en 1774.
Sur les parties du milieu et du bas, ce sont trois litres, des armoiries peintes sur une bande noire lors des obsèques, du XVIe siècle et de la première moitié du XVIIe siècle, avec à gauche les armes des Poussard d'Anguitard, à droite celles des Saint-Gelais, le tout sous une couronne ducale et sur le niveau inférieur, l'une en fasces de gueules, constitue les armoiries des Sainte-Maure, seigneurs de Jonzac, l'autre est en chef de gueules.
L'église est classée monument historique depuis 1945.

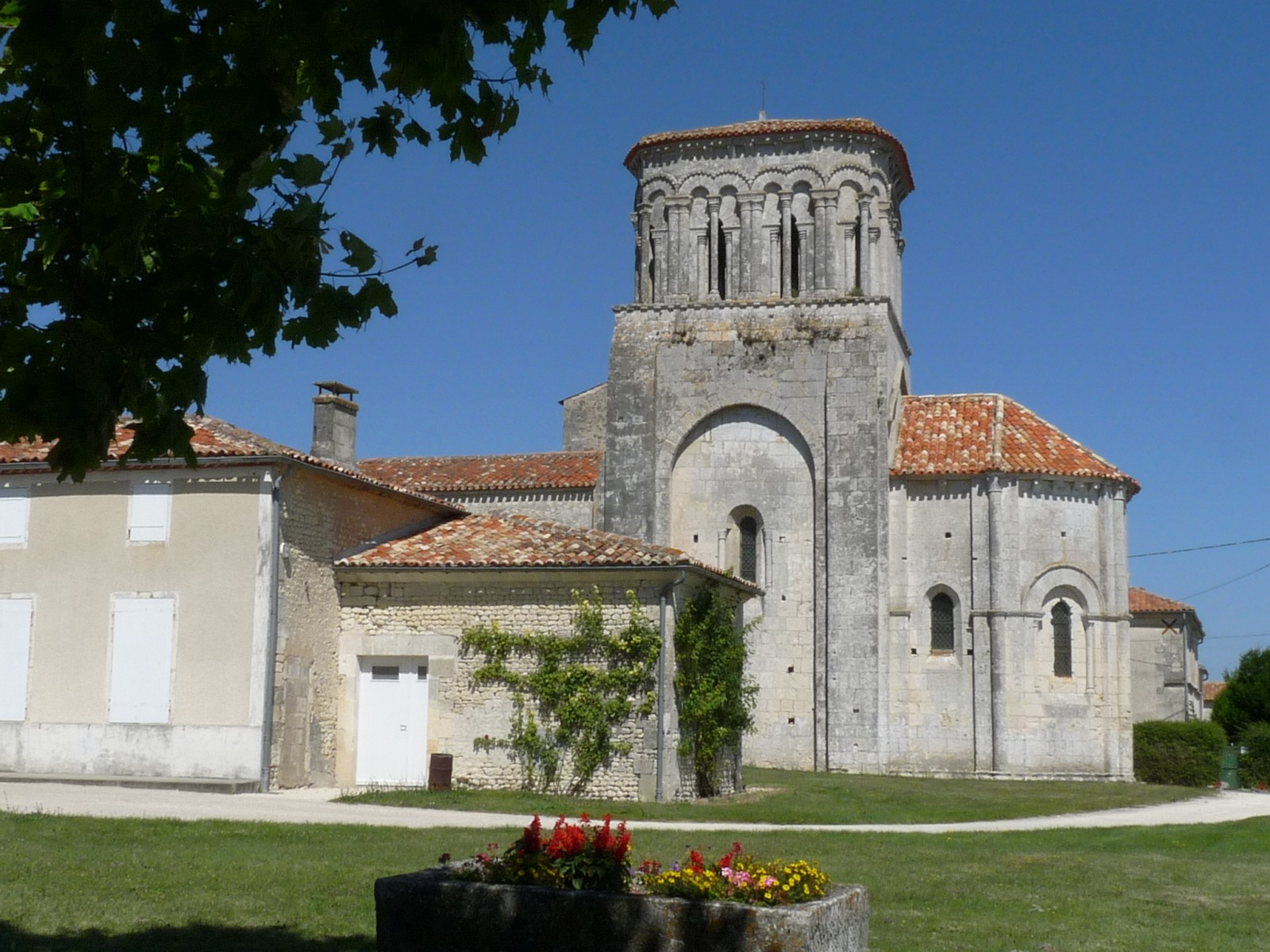
Vue latérale sud.
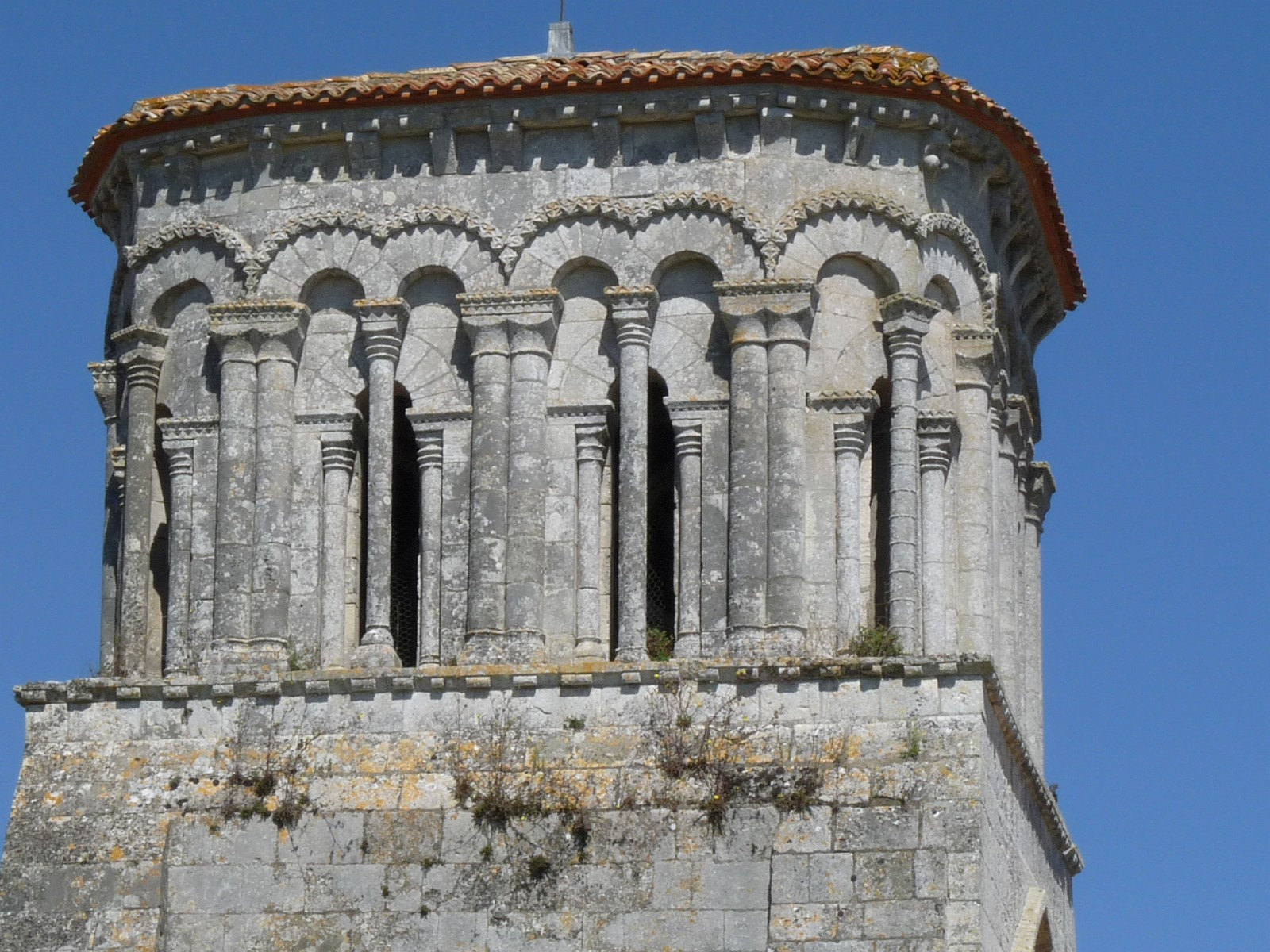
Le clocher.
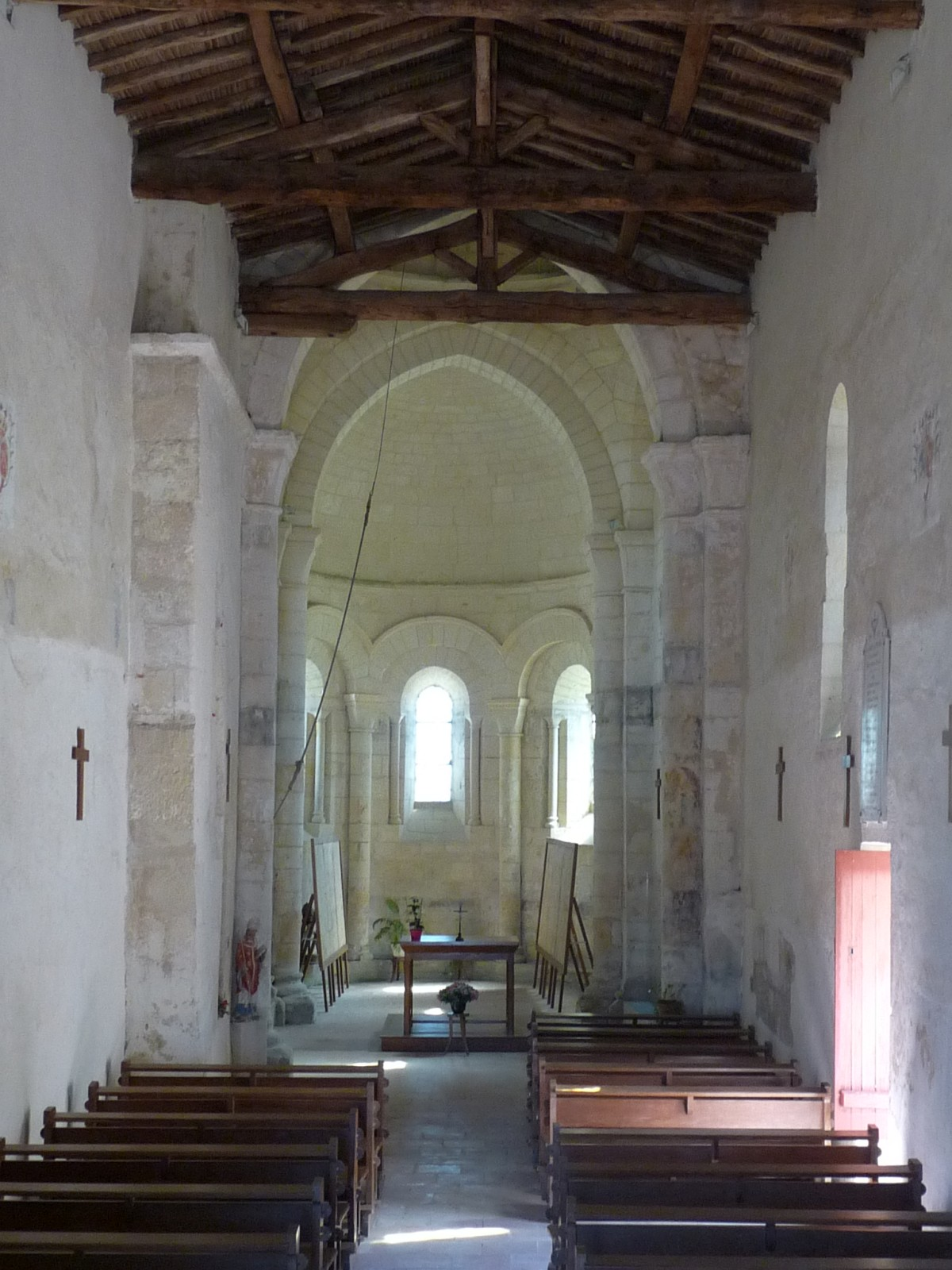
L'intérieur.

Le château de Moings a subi de nombreuses transformations. Une longue aile de dépendances est percée d'une porte cochère du XVIIe siècle et flanquée de deux pavillons dérasés.

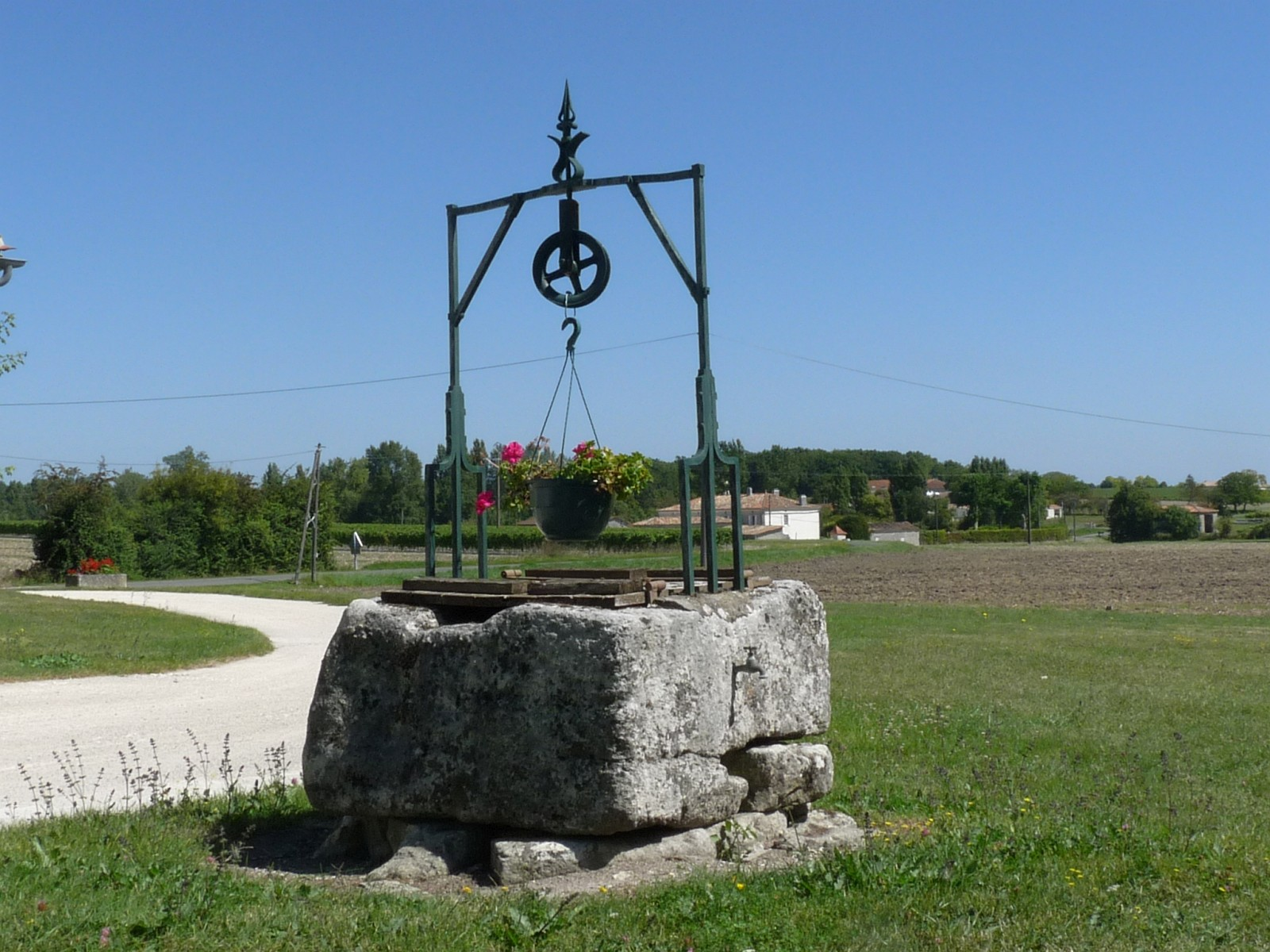
Puits près de l'église.
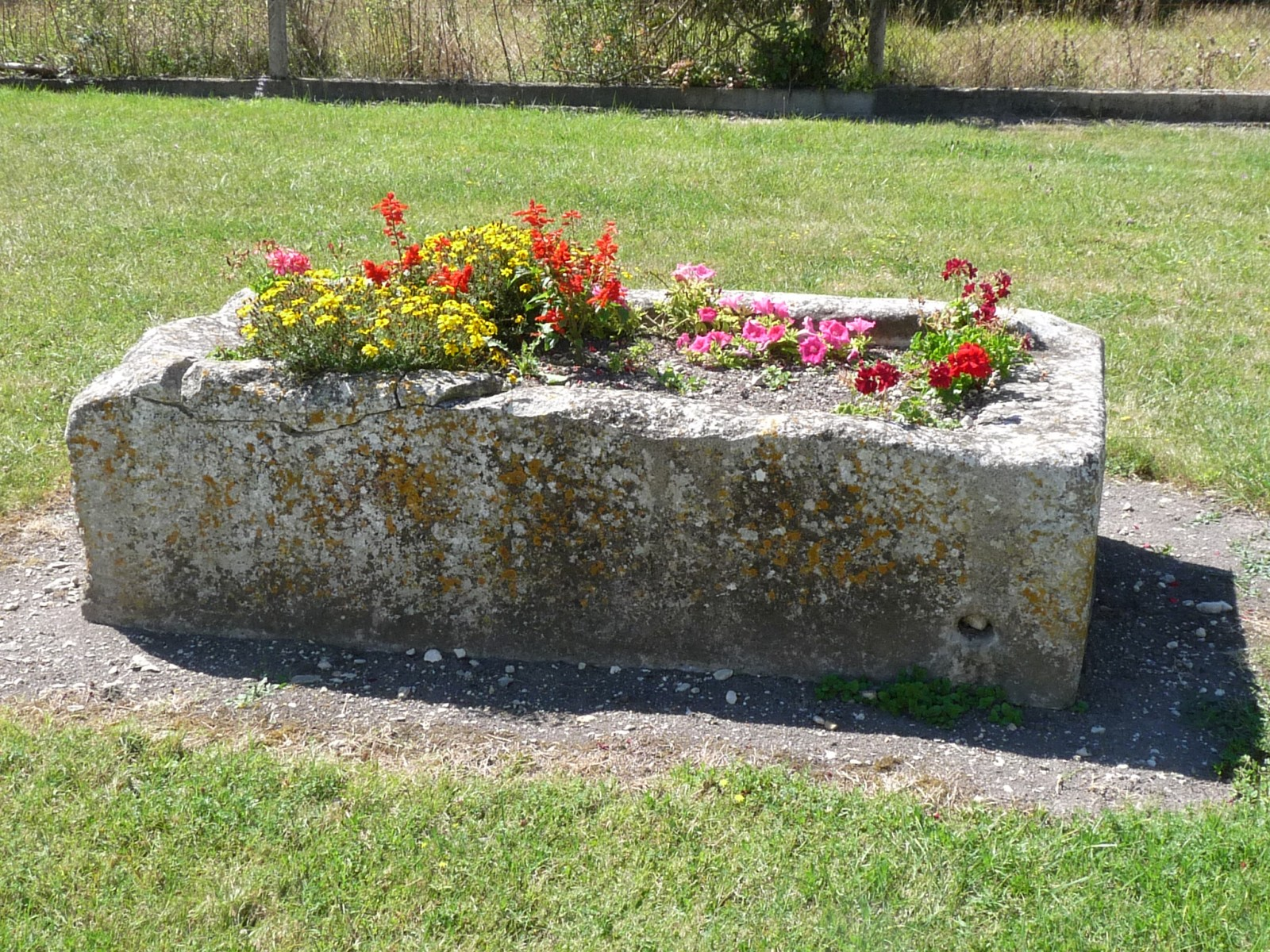
Ancien timbre.
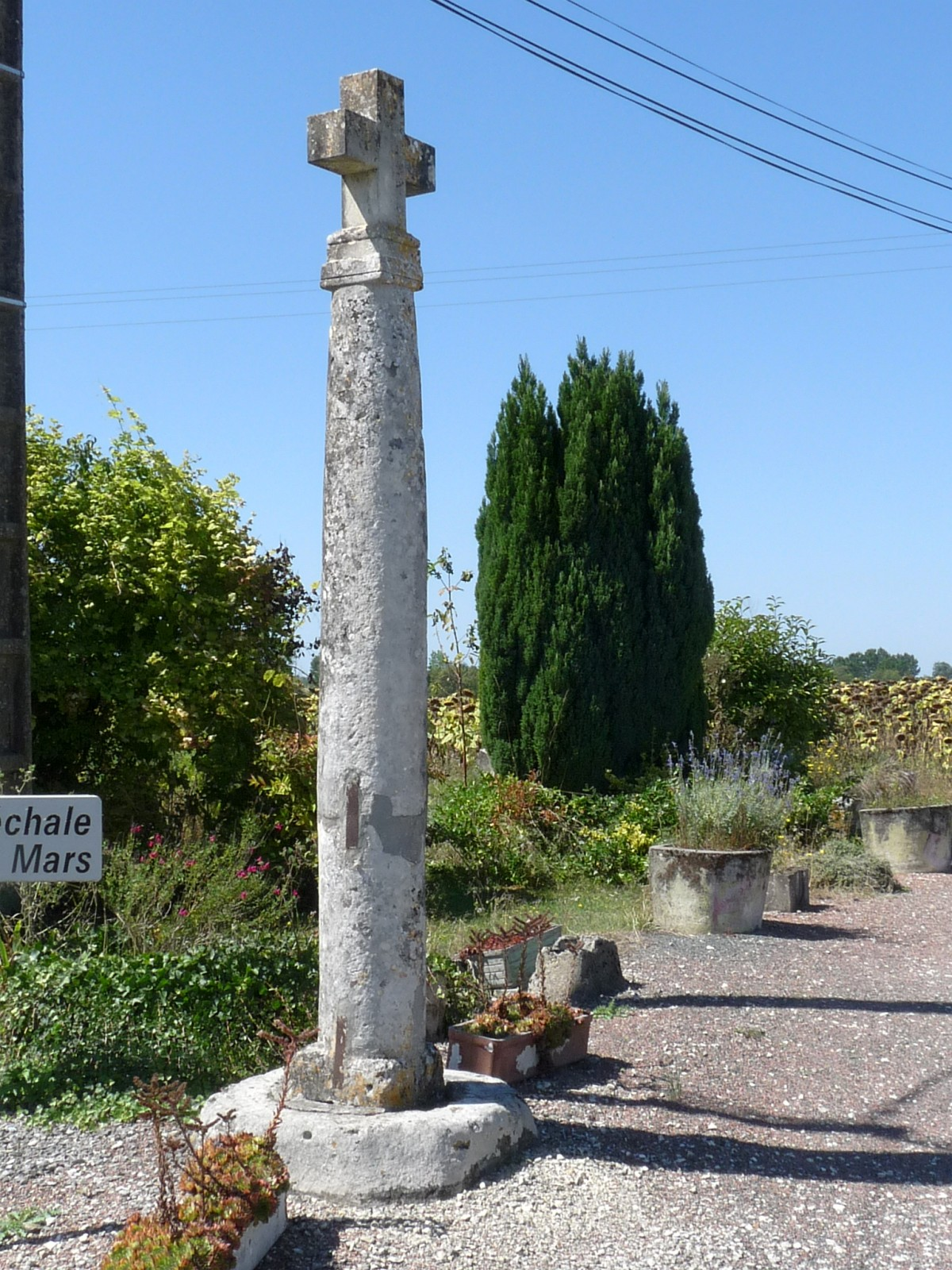
Croix de chemin.
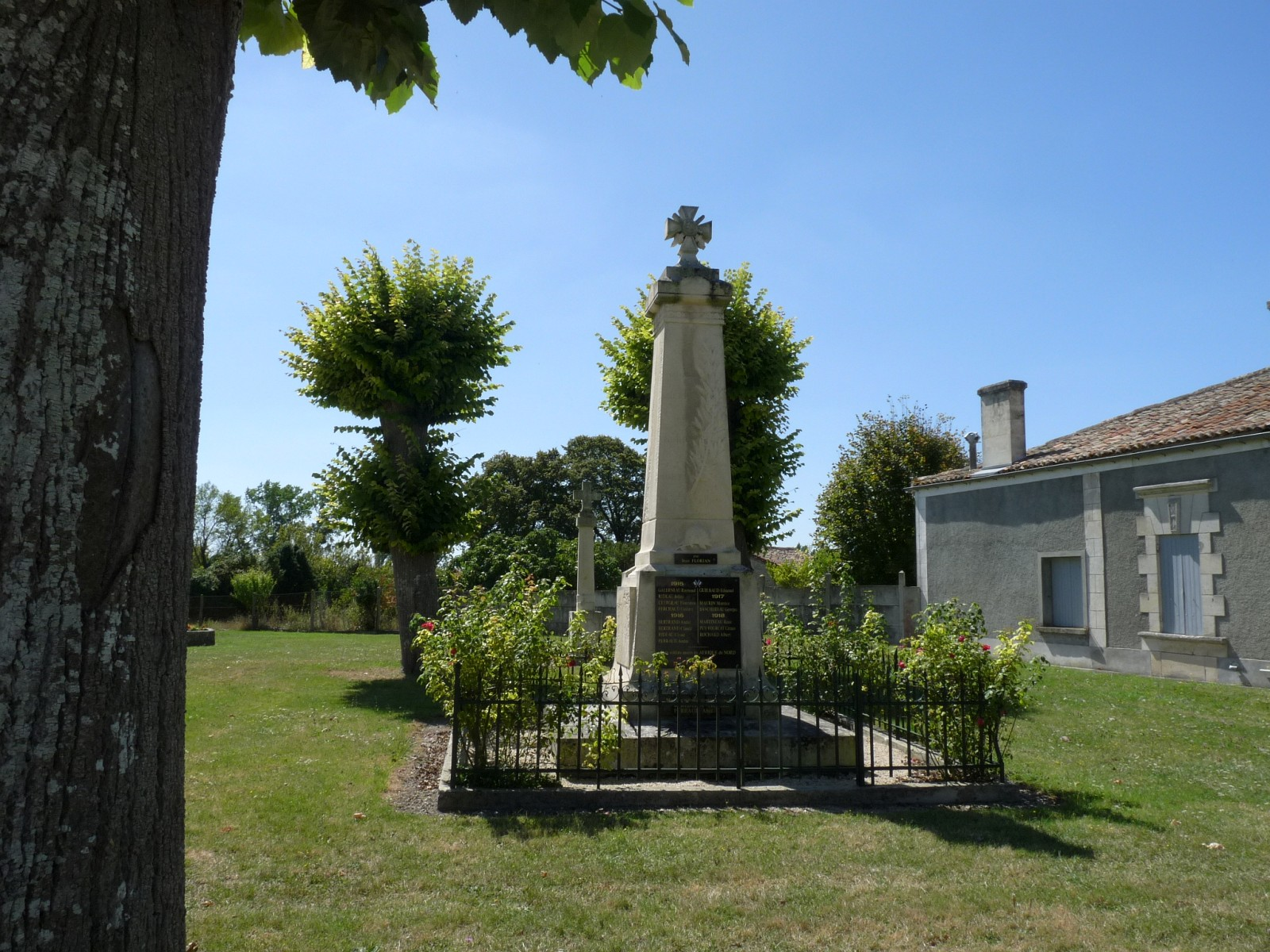
Le monument aux morts.